# Vojenské letadlo

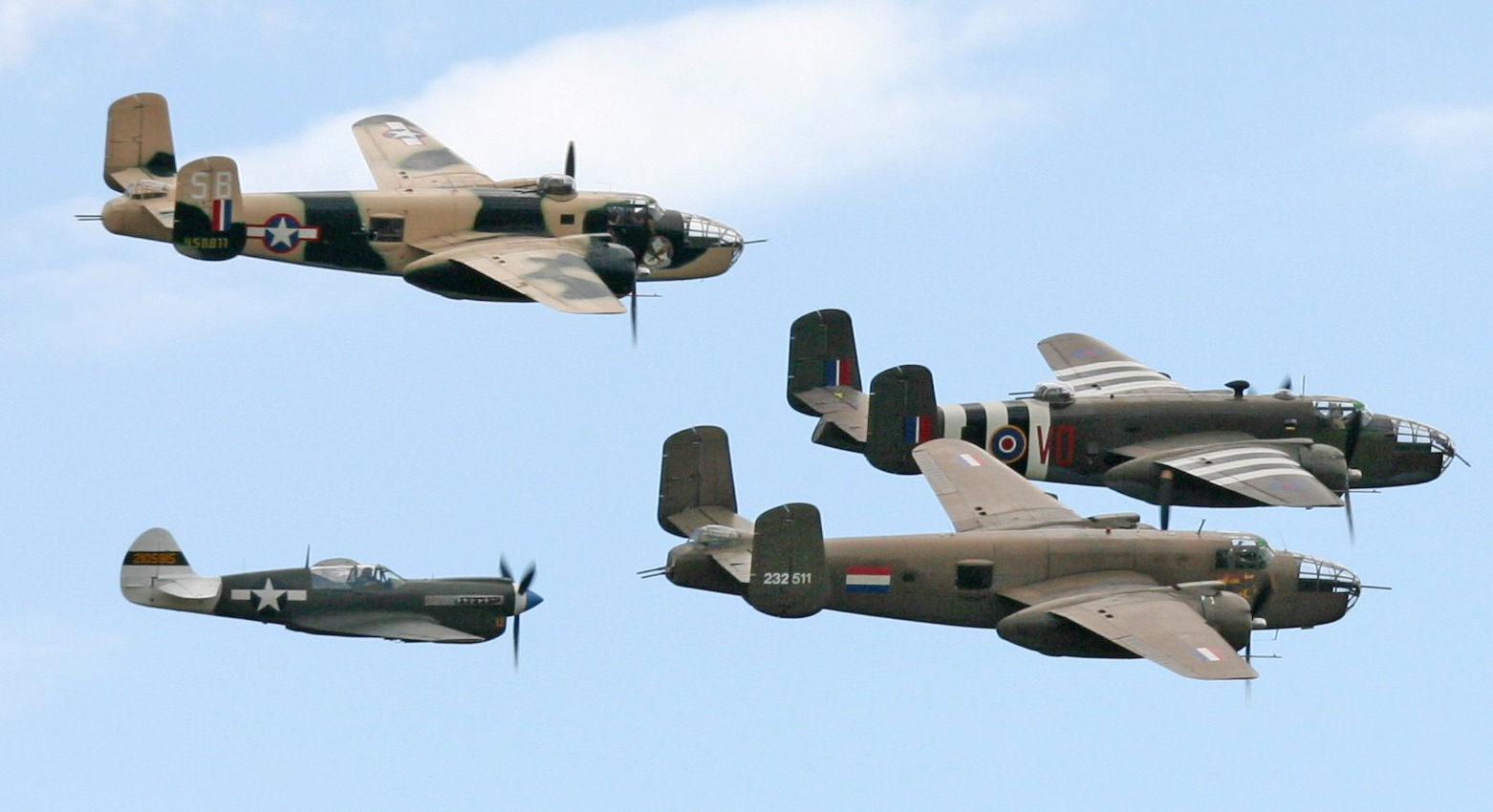
Stíhací letadlo a tři bombardovací letadla z období druhé světové války na leteckém dni

Vojenské letadlo je jakékoliv letadlo s pevnými nosnými plochami (letouny) nebo s rotujícími nosnými plochami (vrtulníky), které je provozováno oficiálními nebo povstaleckými ozbrojenými silami jakéhokoliv typu. Vojenská letadla se dělí na bojová a nebojová:
- Bojové letadlo je letadlo navržené k ničení nepřátelských zařízení použitím vlastních zbraní.[1] Bojová letadla jsou normálně vyvíjena a vyráběna pouze pro ozbrojené síly.
- Nebojové letadlo je letadlo, které není navrženo pro boj jako svou hlavní funkci, ale může nést zbraně, které slouží k vlastní obraně letadla. Tato letadla slouží hlavně v podpůrných rolích a mohou být vyvíjena a vyráběna jak pro ozbrojené síly, tak i pro civilní organizace.

## Bojová letadla
Bojová letadla (válečná letadla) se dají zhruba rozdělit na stíhače a bombardéry. Existuje však i několik variant letadel, které leží někde mezi stíhacími a bombardovacími letadly. Mezi ně patří například stíhací bombardéry (například MiG-23), bitevní letouny (například sovětský Iljušin Il-2). Mezi bojová letadla jsou zařazena i námořní hlídková letadla dlouhého doletu (např. P-3 Orion nebo S-3 Viking), která jsou často vybavena protilodními a protiponorkovými útočnými zbraněmi.

### Stíhací letadla

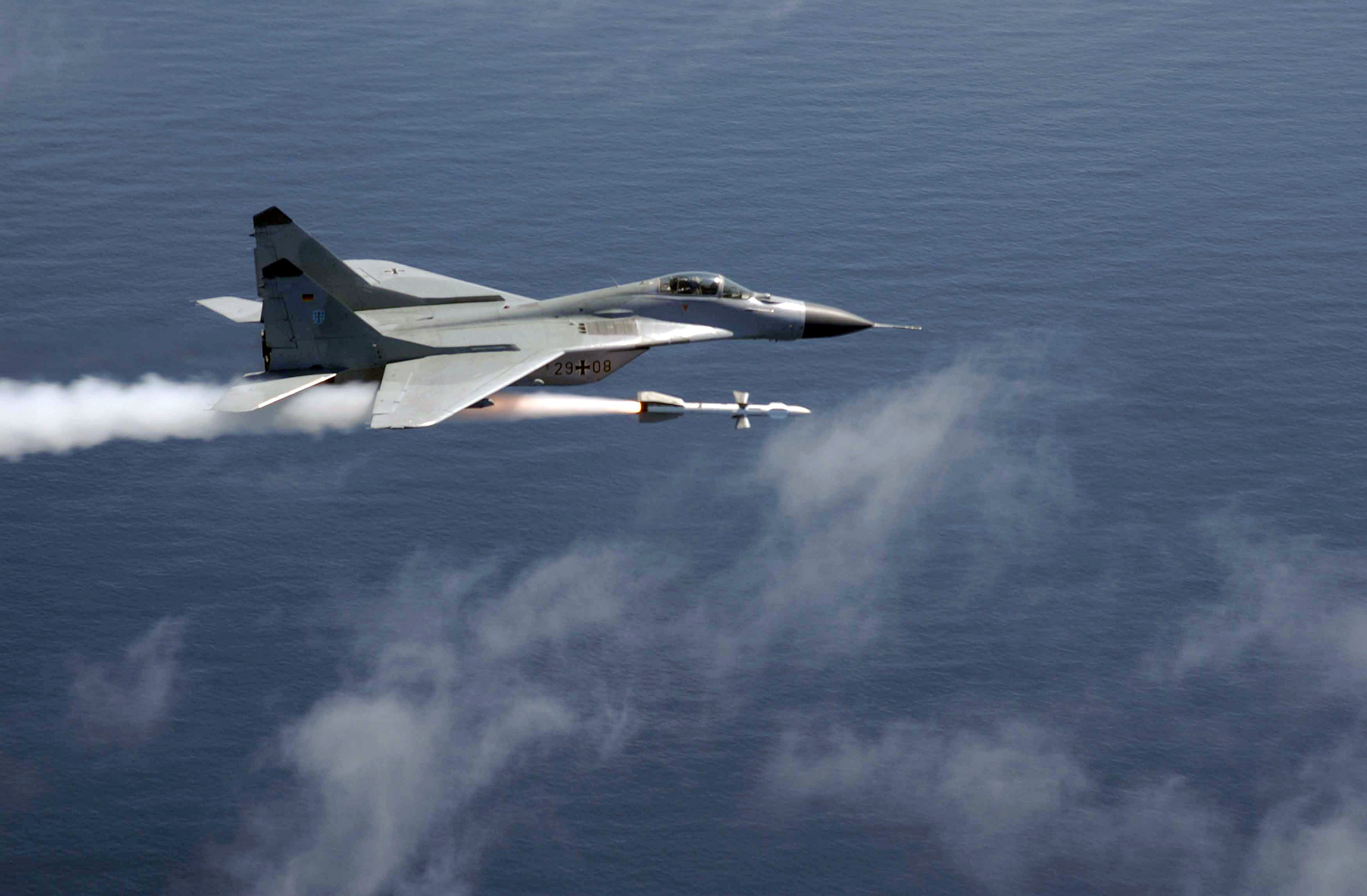
MiG-29 vypouští střelu vzduch-vzduch.

Hlavní úlohou stíhaček je ničení nepřátelských letadel ve vzdušném boji, a to jak v útočných tak i v obranných akcích. Mnoho z nich je velice rychlých a vysoce obratných. K jejích úkolům patří i doprovod a ochrana vlastních bombardérů nebo jiných letadel. Stíhačky jsou schopné nést nejrůznější zbraně. Patří mezi ně kulomety, kanóny, neřízené rakety i řízené střely. Většina moderních stíhaček je schopna napadnout nepřítele na velkou vzdálenost za hranicí viditelnosti. Mezi stíhací letadla, která slouží k vybojování vzdušné převahy patří F-22 Raptor nebo MiG-29. Mezi nejznámější stíhačky 2. světové války patří Supermarine Spitfire, P-51 Mustang nebo Messerschmitt Bf 109. Příkladem přepadového stíhače, což je stíhací letadlo navržené k odstartování, rychlému přepadu a sestřelení nepřátelského letadla, by mohl být MiG-25. Příkladem těžkého stíhacího letadla je například německý Messerschmitt Bf 110.
Označení „stíhač“ je také občas použito i na letadla, která nejsou určena pro vzdušný boj – například bitevní letoun A-10 Thunderbolt II je zařazen v „taktických stíhacích“ letkách amerického letectva (USAF).

### Bombardéry

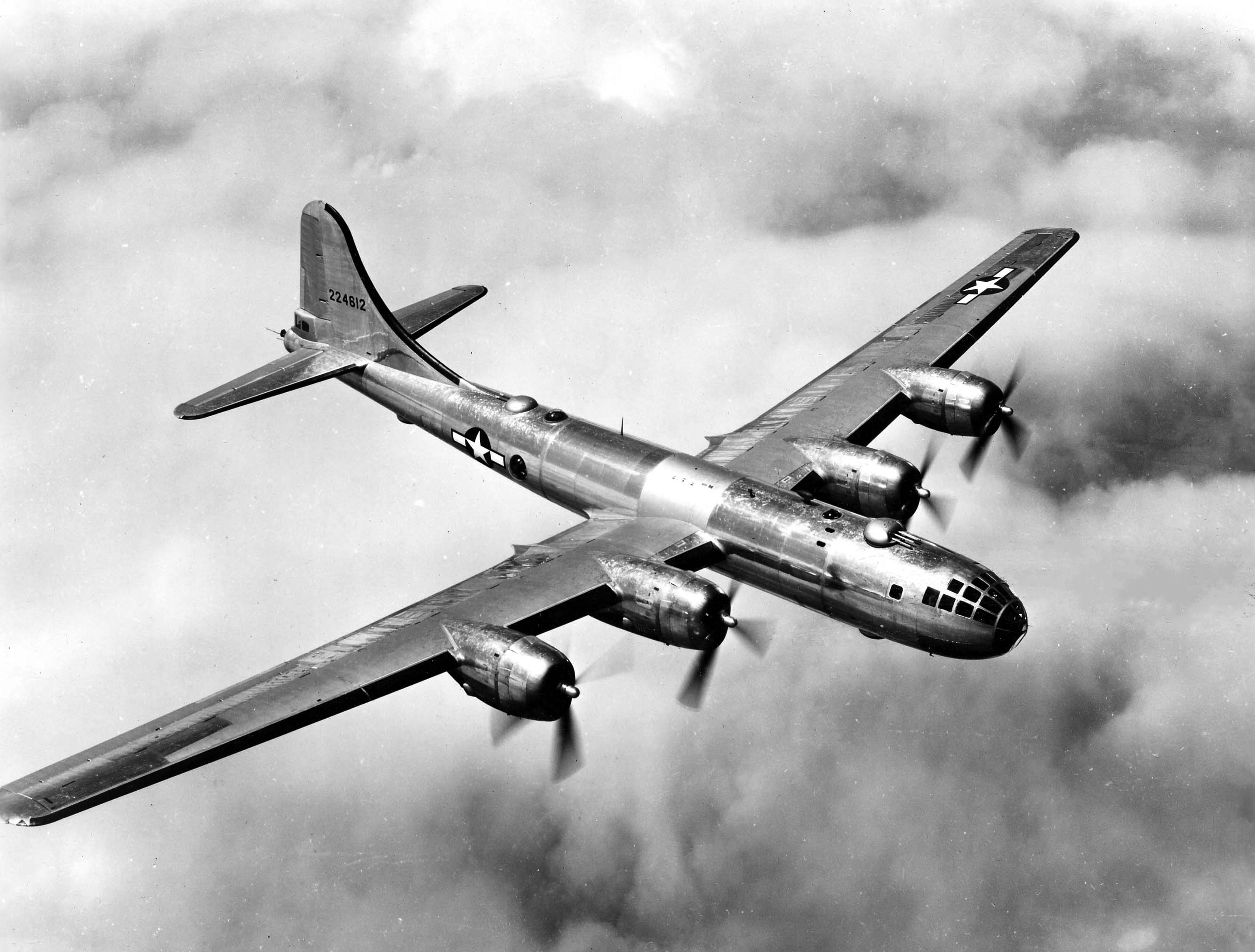
Těžký bombardér USAAF B-29 Superfortress.

Bombardéry jsou většinou větší, těžší a méně obratné než stíhačky. Mají schopnost nést velký náklad bomb. Bombardéry jsou téměř výhradně používány pro útoky na pozemní cíle a nejsou dost rychlé ani obratné, aby unikly nepřátelským stíhačkám. Jenom málo typů má jeden motor a jednoho pilota, většina bombardérů má dva a více motorů a vyžadují dvou nebo vícečlennou posádku. Omezený počet bombardérů, jako je například B-2 Spirit, je postaven technologií Stealth, která mu dává schopnost uniknout pozornosti nepřátelských radarů. Příkladem konvenčního moderního bombardéru by mohl být bombardér B-52 Stratofortress. Příkladem těžkého bombardéru 2. světové války zase B-17 Flying Fortress.
Bombardéry se dále dělí na lehké bombardéry, střední bombardéry, těžké bombardéry, strategické bombardéry, střemhlavé bombardéry a torpédové bombardéry. Americké námořnictvo (US Navy) a námořní pěchota (USMC) tradičně označuje své střední a lehké bombardéry jako „útočné letouny“.

### Bitevní letadla

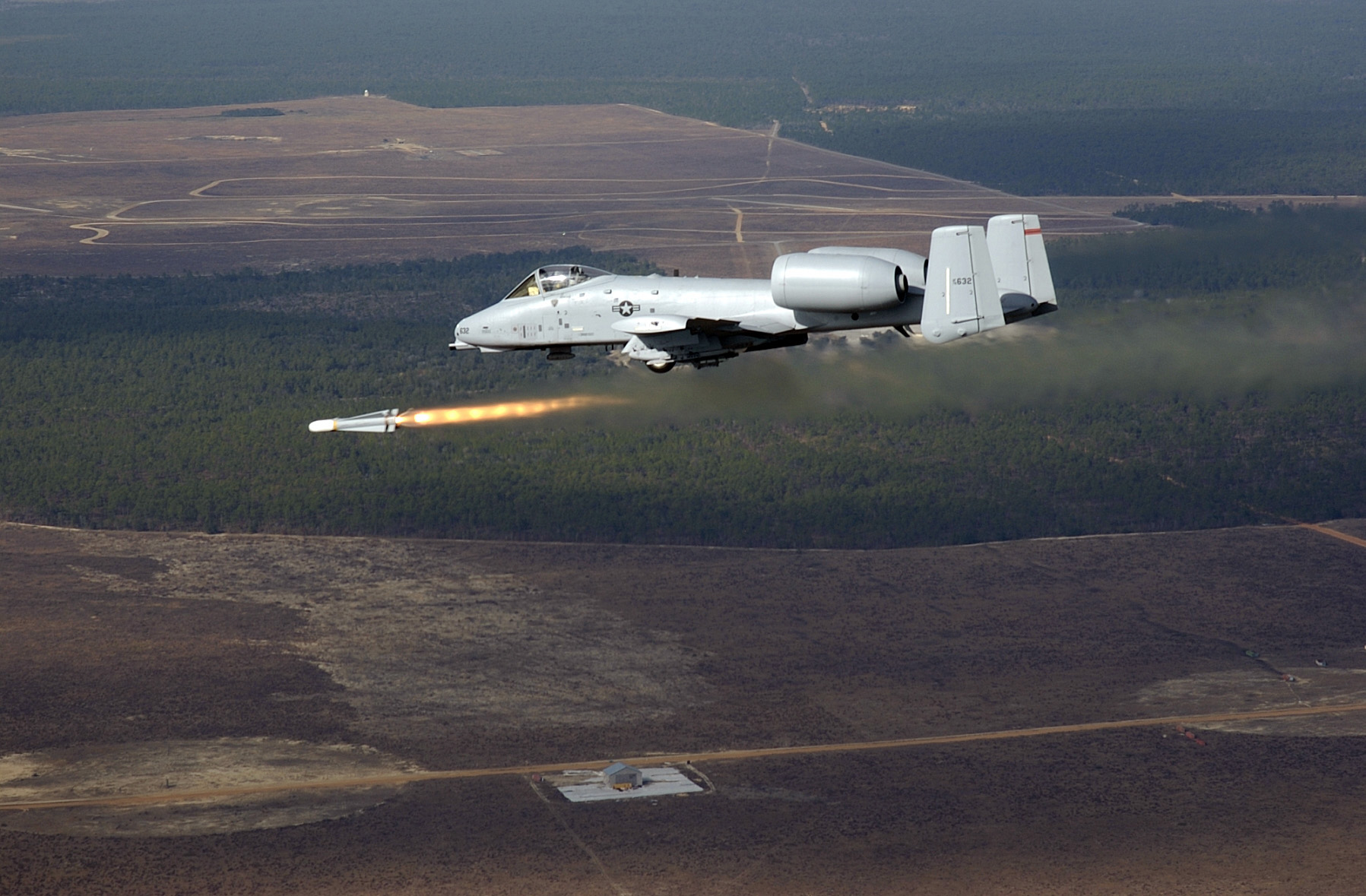
A-10 Thunderbolt II vypouští střelu AGM-65.

Bitevní letadla (někdy též označovaná jako „útočné letouny“) mohou být použita k podpoře vlastních pozemních jednotek. Některé z nich mají schopnost nést konvenční nebo i jaderné zbraně daleko za nepřátelské linie a tam udeřit na důležitý pozemní cíl. Mezi ně patří i bitevní (útočné) vrtulníky, které ničí nepřátelské tanky a obrněná vozidla a poskytují blízkou leteckou podporu pozemním jednotkám. Příkladem bitevního letounu je sovětský Iljušin Il-2 Šturmovik. Některé typy dopravních letadel byly vybaveny zbraněmi, které střílejí z boku letounu na pozemní cíle a slouží jako letouny palebné podpory. Mezi takové letouny patří AC-47 a AC-130.
V moderních leteckých silách se rozdíly mezi bombardéry, stíhacími bombardéry a bitevními letouny začínají stírat. Mnoho bitevních letadel, a to i ty které se podobají spíše stíhačkám, má schopnost nést bomby a i omezené schopnosti zapojit se do vzdušných soubojů. Jak rostou schopnosti navrhovaných letadel a zbraní které nesou, mohou být často bitevní letadla použity v roli stíhaček k vybojování převahy ve vzduchu a naopak stíhačky se mohou zapojit do podpory pozemních jednotek. Snad největším rozpoznávacím znakem je, že bombardéry jsou obecně letadla velkého doletu schopné letů hluboko do nepřátelského území, zatímco stíhací bombardéry a bitevní letadla svou působnost omezují na oblast probíhajících bojů. Ačkoliv i tento rys neplatí vždy, protože možnost tankování paliva ve vzduchu podstatně zvětšuje případný rádius bojových operací bitevních letadel.

### Víceúčelová bojová letadla

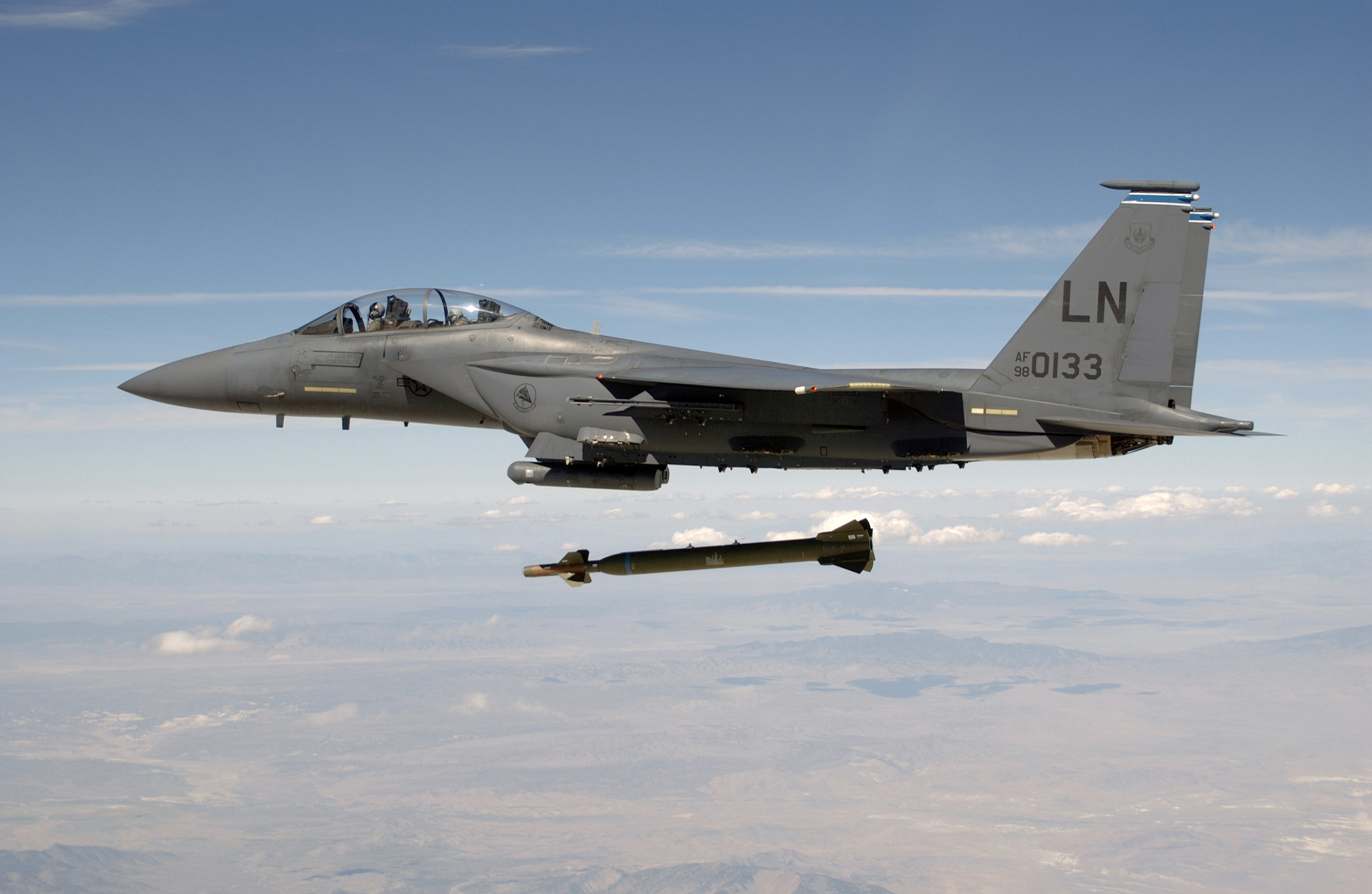
F-15E Strike Eagle shazuje přesně naváděnou pumu.

Mnoho současných bojových letadel má víceúčelové využití. Tento pojem se obvykle používá na letadla s pevnými nosnými plochami, která mohou sloužit buď jako stíhací letadlo, nebo jako bombardér, podle toho, co je účelem prováděné mise. Příkladem víceúčelového letadla je F/A-18 Hornet. Příkladem víceúčelového bojového letounu 2. světové války by mohl být P-38 Lightning.
I některá stíhací letadla, jako například F-16 Fighting Falcon, mohou být použita jako „nosič bomb“, navzdory tomu, že byla zkonstruována pro vzdušný boj.

## Nebojová letadla
Nebojová letadla hrají ve vojenském letectvu mnoho rolí. Patří k nim pátrací a záchranné operace, provádění leteckého průzkumu, pozorování a špionáže, doprava osob i materiálu, výcvik a tankování ve vzduchu.
Mnoho civilních letadel, ať s pevnými nebo rotujícími nosnými plochami, bylo vyráběno odděleně i pro vojenské využití. Takovým letadlem byl například civilní dopravní letoun Douglas DC-3, který ve své vojenské dopravní verzi dostal označení C-47 Skytrain a o několik desetiletí později i AC-47 jako letoun palebné podpory. Dokonce i plátnem potažený dvoumístný letoun Piper J-3 měl svou vojenskou verzi. Mezi nebojová letadla patří vojenské kluzáky a pozorovací balóny. Například balóny byly používány k pozorování už během Americké občanské války a během 1. světové války, kluzáky zase byly použity za 2. světové války k přepravě výsadkových jednotek.

### Vojenská dopravní letadla

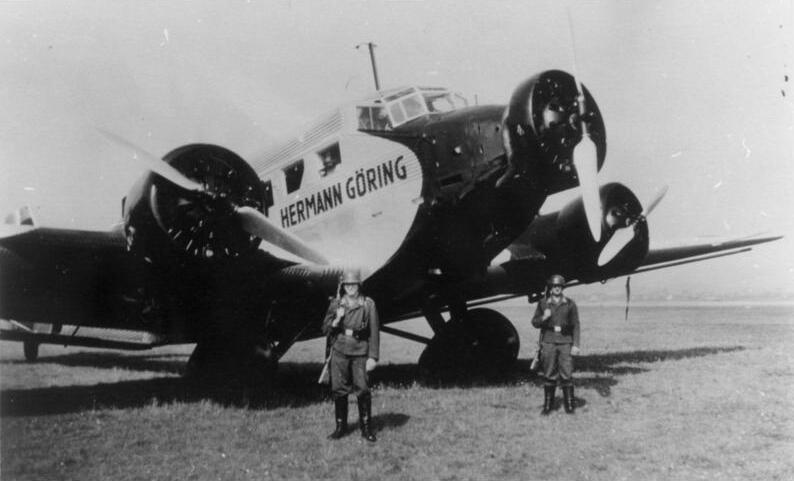
Dopravní Junkers Ju 52

Vojenská dopravní letadla zajišťují armádní logistiku. Jejich hlavním úkolem je přeprava vojáků a vojenského materiálu. Náklad může být umístěn na paletách, což usnadňuje jeho nakládku, zajištění během přepravy a umožňuje i rychlé vyložení nákladu. Náklad může být také vysazován z letícího letadla na padácích, takže odpadá potřeba přistání. Do této kategorie patří i tankovací letadla. Tato letadla mohou doplňovat za letu palivo jiným letadlům, které jsou opatřena tankovacím nástavcem. Příkladem vojenského dopravního letadla je C-17 Globemaster III. Za 2. světové války to byl například C-47. Příkladem tankovacího letadla by mohl být KC-135 Stratotanker. Do této kategorie patří i vojenské vrtulníky a vojenské kluzáky, které mohou dopravovat vojáky a zásoby do míst, kde nemůže běžné letadlo přistát.
Občas používané označení vojenské „nákladní letadlo“ je nesprávné, protože vojenská dopravní letadla také často přepravují výsadkáře a jiné vojáky.

### Průzkumná letadla
Průzkumná letadla jsou primárně určena pro shromažďování informací. K tomuto úkolu jsou vybavena kamerami a dalšími senzory. Tato letadla jsou jako taková pro svůj účel zvlášť navržena nebo upravena z již existujících stíhacích letadel nebo bombardérů. Jejich role je stále více nahrazována satelity a bezpilotními letouny.

### Experimentální letadla
Experimentální letadla slouží k pokusům a testování například aerodynamiky, konstrukce letadel, avioniky a jiných přístrojů nebo pohonu letadel. Tato letadla jsou obvykle vybavena mnoha přístroji, které často přenášejí data přímo za letu do pozemních stanic, které jsou rozmístěny v testovací oblasti. Příkladem experimentálního letadla je XB-70 Valkyrie.